# 디스크월드
디스크월드(영어: Discworld)는 테리 프래쳇이 지은 풍자 코미디 판타지 소설 시리즈이다. 1983년 마법의 색(The Colour of Magic)을 시작으로 작가 사후 유작으로 The Shepherd's Crown까지 나왔다. 디스크월드는 직경 만 마일의 디스크가 코끼리 4마리 위에 앉아 있고, 이를 거대한 바다거북인 위대한 아투인(Great A'Tuin)을 기반으로 하며, 1983년 마법의 색을 시작으로 테리 프래쳇이 사망할때까지 41권이 나왔다. 디스크월드는 풍자 판타지로, 신화, 민속, 동화뿐만 아니라 다른 판타지나 공상과학 소설과 같은 고전 작품을 패러디하거나, 문화, 정치 혹은 과학적 문제를 다룬다.
2003년 BBC에서 투표로 선정한 The Big Read에서 100위권 안에 4개가 들어갔으며, 8억권의 디스크월드 책이 팔렸으며, 그리고 한국어를 포함한 37개 언어로 번역되었다.

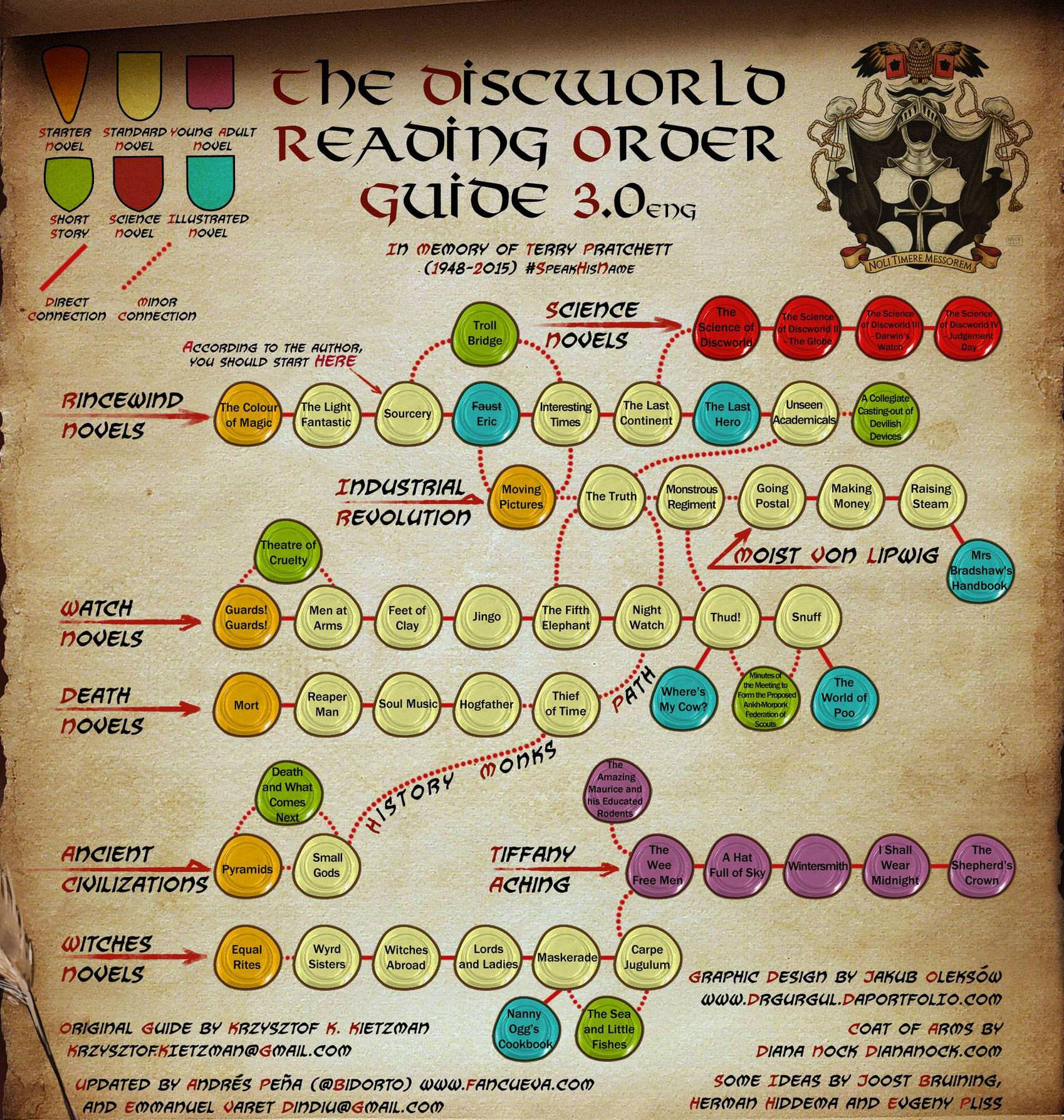
디스크월드 시리즈의 읽는 법. 디스크월드 내 다른 관계도와 더불어 읽는 법을 그리고 있다.

## 스토리라인
41권이나 나온탓에 읽는 방법이 여러가지이며, 보통 주 주인공들을 주제로 하여 여러 개로 나뉘어진다.
- 린스윈드
- 죽음
- 세 마녀들
- 앙크 모포크 도시 경비대
- 보이지 않는 대학교의 마법사들
- 티파니 에이칭(어린이용 디스크월드)
- 모이스트 본 립위그
- 디스크월드 내의 문화들(신, 국가 등등)

### 대중 과학서
이언 스튜어트, 잭 코헨과 공저한 The Science of Discworld 시리즈가 있다.

## 대한민국에서의 출판
대한민국에서는 시공사에서 1권 마법의 색(The Colour of Magic)과 환상의 빛(The Light Fantastic)이 나왔으며, 어린이를 위한 디스크월드 소설인 Wee Free Men이 서울문화사에서 꼬마마녀 티파니라는 제목으로 2권에 걸쳐 출판되었으며, 시공주니어에서 놀라운 모리스와 똑똑한 쥐들(The Amazing Maurice and And His Educated Rodents)이 출간되어 있다.

## 같이 보기
- 겁스 디스크월드